# 阿卜耶克
阿卜耶克（波斯语：‎）是伊朗加兹温省阿卜耶克縣中央區的一座城市，為阿卜耶克縣的首府。該城市在2006年時有47,233人口。